# Pont des Arts (Valence)
Pour les articles homonymes, voir Pont des Arts (homonymie).
Le pont des Arts (Puente de las artes en espagnol) est un pont de la ville de Valence qui traverse le jardin du Turia et relie le quartier de Téstes à celui des Carmen et du Botanic. Il relie également les rues du père Ferrís et Mauro Guillen et Avenida de Menéndez Pidal avec le Paseo de la Petxina et les rues de Guillem de Castro, Na Jordana et La Blanqueria. Au départ sud du pont se trouve l'Institut d'art moderne Valencian. Il a été conçu dans les années 90 par l'ingénieur Leonardo Fernández Troyano et a été construit par l'architecte Norman Foster en 1998.
C'est un pont avec une apparence moderne, en béton, large, long et situé à basse altitude par rapport au lit de la rivière. Il s'agit d'un travail d'ingénierie actuel avec deux planches distinctes d'environ 20 mètres et soutenue de manière transversale dans une seule pile. Le pont a une longueur totale de 145 m.